# Lanius nubicus
El alcaudón núbico (Lanius nubicus) es una especie de ave paseriforme de la familia de los alcaudones (familia Laniidae). Habita diversas regiones de Oriente Medio desde Turquía hasta Irán, así como el extremo suroriental de Europa. Inverna en África (desde Nigeria hasta Etiopía) y Yemen.